# Liste der Verteidigungsminister Nigers
Die Liste der Verteidigungsminister Nigers ist nach Tabellenspalten sortierbar. Sie umfasst alle Verteidigungsminister Nigers seit der Einführung des Amts am 25. Juni 1963 sowie alle jeweiligen beigeordneten Minister und Staatssekretäre.

## Liste
| Name                             | Ge- schlecht | Funktion | von        | bis        | Beigeordnete Minister und Staatssekretäre |
| -------------------------------- | ------------ | --- | ---------- | ---------- | --- |
|                                  |              | (nicht vergeben) | 31.12.1960 | 25.06.1963 | Staatssekretär bei der Präsidentschaftskanzlei, zuständig für Verteidigung: Ikhia Zodi                                                                  |
| Yacouba Djibo                    | ♂            | Minister für Verteidigung, Information und Jugend | 25.06.1963 | 23.11.1965 | |
| Noma Kaka                        | ♂            | Minister für Landesverteidigung | 23.11.1965 | 22.11.1970 | |
|                                  |              | (nicht vergeben) | 22.11.1970 | 17.08.1972 | |
| Léopold Kaziendé                 | ♂            | Staatsminister, zuständig für Landesverteidigung | 17.08.1972 | 15.04.1974 | |
| Seyni Kountché (erste Amtszeit)  | ♂            | Vorsitzender des Obersten Militärrats, Minister für Landesverteidigung, Minister für Entwicklung; ab 8. Juni 1974: Vorsitzender des Obersten Militärrats, Minister für Inneres, Minister für Landesverteidigung; ab 30. November 1974: Vorsitzender des Obersten Militärrats, Staatschef, Minister für Landesverteidigung; ab 3. Juni 1975: Vorsitzender des Obersten Militärrats, Staatschef, Minister für Inneres, Minister für Landesverteidigung | 22.04.1974 | 21.02.1976 | |
| Idrissa Arouna                   | ♂            | Minister für Unterricht, Minister für Landesverteidigung | 21.02.1976 | 12.12.1977 | |
| Seyni Kountché (zweite Amtszeit) | ♂            | Vorsitzender des Obersten Militärrats, Staatschef, Minister für Inneres, Minister für Landesverteidigung; ab 5. September 1978: Vorsitzender des Obersten Militärrats, Staatschef, Minister für Landesverteidigung; ab 31. August 1981: Vorsitzender des Obersten Militärrats, Staatschef, Minister für Landesverteidigung, Minister für Inneres | 12.12.1977 | 10.11.1987 | |
| Ali Saïbou                       | ♂            | Vorsitzender des Obersten Militärrats, Staatschef, Minister für Landesverteidigung, Minister für Inneres; ab 19. Mai 1989: Vorsitzender des Hohen Rats für nationale Orientierung, Minister für Landesverteidigung, Minister für Inneres; ab 20. Dezember 1989: Staatspräsident, Minister für Landesverteidigung | 20.11.1987 | 07.11.1991 | Beigeordneter Minister für Landesverteidigung: Bagnou Beido (bis 19. Mai 1989)                                                                          |
| Amadou Cheiffou                  | ♂            | Premierminister, Minister für Landesverteidigung | 07.11.1991 | 23.04.1993 | Staatssekretär für Landesverteidigung: Mahamane Moussa (bis 27. März 1992); beigeordneter Minister für Verteidigung: Mahamane Moussa (ab 27. März 1992) |
| Tahirou Amadou                   | ♂            | Minister für Landesverteidigung | 23.04.1993 | 05.10.1994 | |
| Abdou Labo                       | ♂            | Minister für Landesverteidigung | 05.10.1994 | 25.02.1995 | |
| Mahamane Doby                    | ♂            | Minister für Landesverteidigung | 25.02.1995 | 01.02.1996 | |
|                                  |              | (nicht vergeben) | 01.02.1996 | 23.08.1996 | Beigeordneter Minister beim Vorsitzenden des Rats des nationalen Wohls, zuständig für Landesverteidigung: Mahamane Doby                                 |
| Ousmane Issoufou Oubandawaki     | ♂            | Minister für Landesverteidigung | 23.08.1996 | 01.12.1997 | |
| Yahaya Tounkara                  | ♂            | Minister für Landesverteidigung | 01.12.1997 | 16.04.1999 | |
| Moussa Moumouni Djermakoye       | ♂            | Minister für Landesverteidigung | 16.04.1999 | 05.01.2000 | |
| Sabiou Daddy Gaoh                | ♂            | Minister für Landesverteidigung | 05.01.2000 | 09.11.2002 | |
| Hassane Souley dit Bonto         | ♂            | Minister für Landesverteidigung | 09.11.2002 | 09.06.2007 | |
| Jida Hamadou                     | ♂            | Minister für Landesverteidigung | 09.06.2007 | 01.03.2010 | |
| Mamadou Ousseini                 | ♂            | Minister für Landesverteidigung | 01.03.2010 | 21.04.2011 | |
| Mahamadou Karidio                | ♂            | Minister für Landesverteidigung | 21.04.2011 | 11.04.2016 | |
| Hassoumi Massoudou               | ♂            | Minister für Landesverteidigung | 11.04.2016 | 19.10.2016 | |
| Kalla Moutari                    | ♂            | Minister für Landesverteidigung | 19.10.2016 | 20.09.2019 | |
| Issoufou Katambé                 | ♂            | Minister für Landesverteidigung | 20.09.2019 | 07.04.2021 | |
| Alkassoum Indattou               | ♂            | Minister für Landesverteidigung | 07.04.2021 | 26.07.2023 | |
| Salifou Mody                     | ♂            | Staatsminister, Minister für Landesverteidigung | 09.08.2023 |            | |